# The Dark Third
The Dark Third is het debuutalbum van Pure Reason Revolution.

## Nummers

### CD 1
1. "Aeropause" – 5:04
2. "Goshen's Remains" – 5:45
3. "Apprentice of the Universe" – 4:16
4. "The Bright Ambassadors of Morning" – 11:56
5. "Nimos and Tambos" – 3:44
6. "Voices in Winter / In the Realms of the Divine" – 6:35
7. "Bullitts Dominæ" – 5:22
8. "Arrival / The Intention Craft" – 8:53
9. "He Tried to Show Them Magic! / Ambassadors Return" – 5:17
10. "Asleep Under Eiderdown" – 3:00

### CD 2
1. "In Aurélia" - 3:59
2. "Brogens Vor" - 4:17
3. "The Exact Colour" - 4:05
4. "The Twyncyn / Trembling Willows" - 7:16
5. "Golden Clothes" - 7:31